# Wimbledonmästerskapen 2020
Wimbledonmästerskapen 2020 ställdes in på grund av den pågående Covid-19-pandemin.